# Policarpo Sikorski
Policarpo (em ucraniano:  Полікарп; nascido: Petro Dmitroviche Sikorski, em ucraniano:  Петро Дмитрович Сікорський, em russo:  Пётр Дмитриевич Сикорский, em polonês/polaco:  Piotr Sikorski; 2 de julho de 1875, perto de Myronivka, gubernia de Kiev, Império Russo - 22 de outubro de 1953, Aulnay-sous-Bois, Seine-Saint-Denis, França) foi bispo da Igreja Ortodoxa Polonesa, administrador temporário da Igreja Ortodoxa Autocéfala Ucraniana restaurada no território do Reichskommissariat Ukraine e primeiro hierarca da Igreja Ortodoxa Ucraniana na Diáspora. 

## Biografia
Ele nasceu em 1875 em uma vila perto de Myronivka, na família de um padre. Graduou-se no Seminário Teológico de Kiev em 1898. Em 1906 estudou na Faculdade de Direito da Universidade de Kiev. Após a independência da Ucrânia em 1918-21, Sikorski serviu como funcionário e chefe de departamento do Ministério das Confissões do Povo Ucraniano.
Após o Tratado de Riga em 1920, ele permaneceu na Volínia. Em 1922, ele fez tonsura ao monaquismo e foi elevado ao posto de arquimandrita, servindo alternadamente como abade do Mosteiro da Santíssima Trindade de Derman, do Mosteiro de Veliki Zahaitsi e do Mosteiro de Zhirovichi. Sikorski foi ativo na vida política e comunitária.
Ele foi consagrado bispo de Lutsk, vigário da eparquia da Volínia, por bispos incluindo Dionísio Valedinski. Após a invasão soviética da Polônia e a anexação de territórios que hoje são a Ucrânia ocidental e a Bielorrússia, Sikorski recusou-se a ingressar no Patriarcado de Moscou e foi destituído do cargo de lugar-tenente da sé patriarcal pelo metropolita Sérgio (Stragorodski).
Em setembro de 1941, Sikorski estava à frente da "Administração Provisória da Igreja Ortodoxa Ucraniana" em Volínia como arcebispo da eparquia de Lutsk e Kovel. Por decreto do metropolita Dionísio Valedinsk de 24 de dezembro de 1941, foi nomeado para o cargo de administrador temporário da "Igreja Ortodoxa Autocéfala nas terras libertadas da Ucrânia". Sikorski iniciou a Assembleia Hierárquica de 1942 em Pinsk, que se tornou importante na reforma da Igreja Ucraniana. Ele foi eleito metropolita na Assembleia. Pouco depois, os agentes de segurança nazistas revistaram a sua casa e prenderam e mais tarde executaram os seus assistentes Maliuzhinski e Misechko.

Em 6 de janeiro de 1944, Sikorski emigrou para Varsóvia e mais tarde para a Alemanha. Após a capitulação alemã, ele residiu em Gronau, Renânia do Norte-Vestfália e mais tarde em Bad Kissingen, Baviera. Ele organizou várias assembleias hierárquicas da Igreja Ortodoxa Autocéfala Ucraniana no exílio. Em abril de 1950 Sikorski mudou-se para França, perto de Paris onde dirigiu uma paróquia em Saint-Germain. 